# 軍刑法 (大韓民国)
大韓民国軍刑法（だいかんみんこくぐんけいほう）は、大韓民国における軍人などを対象とする刑法（以下「韓国軍刑法」という。）として、1962年1月20日に制定・施行された。この法の制定前には、南朝鮮暫定政府の法律の「国防警備法」と「海岸警備法」が軍刑法の機能を果たし、二つの法律は軍刑法の制定とともに廃止された。

## 構成
- 第一編 総則
- 第二編 各則
  - 第一章 反乱の罪
  - 第二章 利敵の罪
  - 第三章 指揮権乱用の罪
  - 第四章 指揮官の降伏と逃避の罪
  - 第五章 守所離脱の罪
  - 第六章 軍務離脱の罪
  - 第七章 軍務怠慢の罪
  - 第八章 抗命の罪
  - 第九章 暴行、脅迫、傷害及び殺人の罪
  - 第十章 侮辱の罪
  - 第十一章 軍用物に関する罪
  - 第十二章 違令の罪
  - 第十三章 略奪の罪
  - 第十四章 捕虜に関する罪
  - 第十五章 強姦とわいせつの罪
  - 第十六章 その他の罪